# کیژلوشچزنا
کیژلوشچزنا (به لهستانی:  Kizielewszczyzna) یک روستا در لهستان است که در گمینا یانوو (استان پودلاسکی) واقع شده‌است.